# Ryżniak półwyspowy
Ryżniak półwyspowy (Oryzomys peninsulae) – gatunek gryzonia z rodziny chomikowatych (Cricetidae). Występuje na podmokłych terenach pokrytych gęstą roślinnością w Meksyku na końcu Półwyspu Kalifornijskiego.